# Lliga dels Emirats Àrabs Units de futbol
La Lliga dels Emirats Àrabs Units de futbol o UAE Pro League (àrab: دوري المحترفين الإماراتي), coneguda per patrocini com a ADNOC Pro League, és la màxima competició futbolística dels Emirats Àrabs Units.

## Denominacions
La competició va ser creada el 1973 com a UAE Football League (UFL). Inicialment fou una competició de prova, però finalment fou declarada oficial per la Federació l'any 2001. La lliga ha canviat de nom diversos cops. La temporada 2009-10 esdevingué UAE Pro League. La temporada 2013–14 adoptà el nom Arabian Gulf League (Lliga del Golf Àrab). El 8 d'agost de 2021, la Pro League signà un acord de patrocini amb l'empresa ADNOC per 80 milions d'AED, adoptant el nom ADNOC Pro League.

## Participacions a la lliga
El nombre de temporades que cada club ha participat a la UAE Pro League ha estat (de 2008–09 a 2021-22):
- 13 temporades: Al Ain, Al Jazira, Al Nasr, Al Wahda, Al Wasl
- 12 temporades: Al Dhafra, Sharjah
- 11 temporades: Baniyas
- 10 temporades: Ajman
- 9 temporades: Emirates, Al Ahli, Al Shabab
- 7 temporades: Kalba
- 5 temporades: Dibba Al Fujairah
- 4 temporades: Al Shaab, Dubai, Fujairah, Shabab Al Ahli
- 3 temporades: Hatta, Khor Fakkan
- 1 temporada: Al Urooba

Notes:
- Cursiva indica que el club ha desaparegut.
- Negreta indica que el club participa a la UAE Pro League 2021–22.

## Historial
Font:
- 1973-74:  Al-Oroba (1)
- 1974-75:  Al-Ahli (1)
- 1975-76:  Al-Ahli (2)
- 1976-77:  Al-Ain (1)
- 1977-78:  Al-Nasr (1)
- 1978-79:  Al-Nasr (2)
- 1979-80:  Al-Ahli (3)
- 1980-81:  Al-Ain (2)
- 1981-82:  Al-Wasl (1)
- 1982-83:  Al-Wasl (2)
- 1983-84:  Al-Ain (3)
- 1984-85:  Al-Wasl (3)
- 1985-86:  Al-Nasr (3)
- 1986-87:  Al-Sharjah (2)
- 1987-88:  Al-Wasl (4)
- 1988-89:  Al-Sharjah (3)
- 1989-90:  Al-Shabab (1)
- 1990-91: No finalitzada[a]
- 1991-92:  Al-Wasl (5)
- 1992-93:  Al-Ain (4)
- 1993-94:  Al-Sharjah (4)
- 1994-95:  Al-Shabab (2)
- 1995-96:  Al-Sharjah (5)
- 1996-97:  Al-Wasl (6)
- 1997-98:  Al-Ain (5)
- 1998-99:  Al-Wahda (1)
- 1999-00:  Al-Ain (6)
- 2000-01:  Al-Wahda (2)
- 2001-02:  Al-Ain (7)
- 2002-03:  Al-Ain (8)
- 2003-04:  Al-Ain (9)
- 2004-05:  Al-Wahda (3)
- 2005-06:  Al-Ahli (4)
- 2006-07:  Al-Wasl (7)
- 2007-08:  Al-Shabab (3)
- 2008-09:  Al-Ahli (5)
- 2009-10:  Al-Wahda (4)
- 2010-11:  Al Jazira (1)
- 2011-12:  Al-Ain (10)
- 2012-13:  Al-Ain (11)
- 2013-14:  Al-Ahli (6)
- 2014-15:  Al-Ain (12)
- 2015-16:  Al-Ahli (7)
- 2016-17:  Al Jazira (2)
- 2017-18:  Al-Ain (13)
- 2018-19:  Al-Sharjah (6)
- 2019-20: Cancel·lada[b]
- 2020-21:  Al Jazira (3)
- 2021-22:  Al-Ain (14)
- 2022-23:  Shabab Al-Ahli (8)